# Szalka Petriego

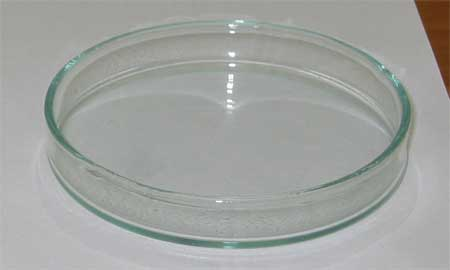
Szalka Petriego

Szalka Petriego, płytka Petriego – naczynie laboratoryjne w kształcie okrągłej podstawki (spodka) o szerokim, płaskim dnie i niskich (w stosunku do średnicy) ścianach bocznych, wykonane ze szkła lub przezroczystych tworzyw sztucznych. Pojęcie szalki Petriego może odnosić się zarówno do pojedynczego naczynia, jak i kompletu dwóch szalek o różnej średnicy, po złożeniu tworzących celowo nieszczelny, często wyposażony w żebra wentylacyjne, zestaw (podstawka i nakrywka). Nazwa naczynia pochodzi od niemieckiego mikrobiologa, Juliusa Richarda Petriego, który wymyślił je w 1877 roku.

## Zastosowania
Pierwotnie stosowana jako naczynie do hodowli mikroorganizmów, obecnie jako sprzęt laboratoryjny ogólnego przeznaczenia, również w zastępstwie zlewek lub krystalizatorów. Hodowla mikroorganizmów (bakterii, grzybów) w szalce Petriego wymaga nałożenia na dno szalki warstwy pożywki i naniesienia na nią (na przykład za pomocą pipety Pasteura) kropli roztworu zawierającego mikroorganizmy. Całość wstawia się do inkubatora, w którym panują warunki odpowiednie do namnażania mikroorganizmów.
Ponadto szalka Petriego może służyć jako:
- krystalizator do powolnego odparowywania rozpuszczalników z substancji stałych, w tym do krystalizacji lub wylewania folii polimerów. Odmierzoną objętość roztworu substancji stałej wlewa się do szalki i pozostawia do czasu odparowania rozpuszczalnika.
- przykrywka lub przykryte naczynie do przechowywania i transportowania próbek oraz ochrony drobnych przedmiotów przed kurzem
- naczynie do przeprowadzania prostych reakcji chemicznych oraz fotochemicznych, w tym do naświetlania próbek światłem ultrafioletowym
- podstawka do obserwacji mikroskopowych.